# Nitrat
V anorganski kemiji so nitrati soli dušikove(V) kisline, ki so močni oksidanti ravno tako kot kislina sama. V organski kemiji pa rečemo nitrati estrom dušikove kisline in alkoholov. 

## Kemijske lastnosti
Nitratni ion je poliatomični ion z empirično formulo NO3- in molekulsko maso 62,0049 g/mol.
Nitratni ion je konjugativna baza dušikove kisline, sestavljen iz centralnega dušikovega atoma in treh enakih kisikovih atomov v trigonalni planarni razporeditvi.
Strukturo NO3- lahko razložimo z resonanco treh kanonskih struktur:
Vsi nitrati(V) so v vodi dobro topni. Iz vodnih raztopin kristalizirajo bodisi ionsko zgrajeni brezvodni nitrati(V), (na primer alkalijski nitrati(V)), ali pa kristalohidrati. Mnogi brezvodni nitrati(V) so neobstojne in zelo higroskopne spojine, (na primer kalcijev nitrat(V) ali nitrati(V) prehodnih kovin). Termični razkroj nitratov(V) je odvisen od polarizacijske moči kationa in od obstojnosti reakcijskih produktov. Alkalijski nitrati(V) razpadejo pri 300 do 400 °C na kisik in nitrate(III), ki so termično razmeroma obstojni, (nad 600 °C razpadejo do oksidov):
2 NaNO3 → 2 NaNO2 + O2
Nitratni(V) ion, NO3-, je lahko ligand v koordinacijskih spojinah, in sicer enovezni ligand, (na primer v ionu [CO(NO3)(NH3)5]2+), še pogosteje pa dvovezni ligand (na primer v ionu [Ce(NO3)6]3-).
V organski kemiji je nitrat funkcionalna skupina s splošno formulo RONO2. So estri dušikove kisline in alkoholov, ki nastanejo z reakcijo nitroksilacije. Primer so metilni nitrat, ki nastane z reakcijo metanola in dušikove kisline, nitrat vinske kisline, in neustrezno imenovan nitroglicerin.

## Sorodne snovi
Nitratov(V) ne smemo zamenjevati z nitrati(III) oziroma nitriti (NO2-), ki so soli dušikove(III) kisline. Organske spojine, ki vsebujejo dušikovo funkcionalno skupino (ima enako formulo in strukturo kot nitratni ion vendar je en oksidni ion (O-) zamenjan z R skupino), so znane kot dušikove spojine.

## Učinki na vodno življenje
V sladki vodi ali v sistemu rečnih ustij lahko nitrati dosežejo visoko raven, ki je možen vzrok za pogin rib. Kljub temu, da je nitrat mnogo manj toksičen kot amonijak ali nitrit, lahko koncentracija večja od 30 ppm ovira rast, oslabi imunski sistem in povzroči stres nekaterim vrstam vodnih organizmov.
Osnovni vir povečanja koncentracije nitratov v vodnih sistemih je odtekanje vode s površin, katere so prejele preveliko količino dušikovih gnojil. Ta povečana koncentracija lahko vodi do povečanega cvetenja alg in tako pride do pomanjkanja kisika, ki povzroči spremembe v ekosistemih, ter da nekaterim skupinam organizmov prevlado na drugimi. Ker se nitrati popolnoma raztopijo v vodi, ji posledično pogosto uporabljamo kot indikator kvalitete vode.
Ob razpadu oziroma razkroju so nitrati popolnoma normalen kemijski produkt. Na kvaliteto vode tako lahko vpliva podtalna voda nad katero je veliko gnijočih sistemov, saj ostanki razkroja odtekajo v vodo. Jezera, ki se napajajo s podzemno vodo, so na ta način pogosto onesnažena z nitrati.

## Učinki na človeka
Ljudje smo tako nitratom izpostavljeni preko hrane in vode. Nahajajo se v nekaterem sadju in zelenjavi (npr. v pesi, zeleni solati, redkvi, špinači). Na univerzi v Uppsali pa so v nedavni raziskavi ugotovili, da ravno nitrati v tej zelenjavi ščitijo želodec pred poškodbami. Prav tako so lahko nekaterim živilom dodani kot konzervansi (npr. prekajeno meso) ter so tudi sestavni del nekaterih zdravil.
Tako ljudje zaradi različni prehrambnih navad zaužijemo različno količino nitratov. Delež vnosa nitratov preko pitne vode v telo narašča z naraščanjem koncentracije nitratov v pitni vodi.
Nitrati se v telesu reducirajo v nitrite. Najbolj znan škodljiv učinek nitratov oz. nitritov na zdravje je pojav methemoglobinemije, kot posledica oksidacije hemoglobina. Oksidiran hemoglobin - methemoglobin ne more prenašati kisika po telesu. Dodatno lahko poslabša methemoglobinemijo prisotnost bakterij v pitni vodi in okužba prebavil. Zaradi posebnosti v razvoju so najbolj ogroženi dojenčki do 6 mesecev starosti, predvsem zalivančki. 
Ogrožene pa so lahko tudi nosečnice in ljudje s pomanjkanjem nekaterih encimov. Prav tako opozarjajo na možnost škodljivega delovanja na otroka zaradi prehajanja nitratov v materino mleko. Številne študije o pojavljanju drugih obolenj v povezavi z nitrati v pitni vodi niso dale enotnih rezultatov. Do sedaj zbrani podatki ne dopuščajo trdnih zaključkov o drugih vplivih na zdravje človeka. Ocena rakotvornosti nitratov, nitritov in endogenih nitrozaminov pri Svetovni zdravstveni organizaciji še poteka. Prav tako še ni trdnih zaključkov o vplivih mešanic nitratov z drugimi polutanti na zdravje.
V Pravilniku o pitni vodi (Ur.l. RS št.:19/04 in 35/04) so nitrati in nitriti uvrščeni v Prilogo 1, del B med kemijske parametre. Mejna vrednost je 50 mg/l za nitrat (NO3-) in 0,50 mg/l za nitrit (NO2-). 
Pitna voda s koncentracijami nitratov nad vrednostjo 50 mg/l predstavlja zdravstveni problem za dojenčke, nosečnice in doječe matere. Uživanje take vode zanje ni primerno in je potrebna omejitev uporabe. Prekuhavanje vode nitratov ne uniči, zaradi izhlapevanja vode se njihova koncentracija lahko celo poviša. Ukrepi za zmanjšanje izpostavljenosti nitritom in nitratom preko pitne vode so kratkoročni in dolgoročni.

## Učinki na vinsko mušico
Vinska mušica vrste Drosophila kreuh je dvokrilec, ki predstavlja enega najbolj razširjenih organizmov na svetu. V znanosti je eden izmed najpogosteje uporabljenih organizmov za proučevanje številnih znanstvenih vprašanj, ki se dotikajo številnih področij, kot so genetika, evolucija in fiziologija.
Tako so vinsko mušico uporabili tudi za raziskave o vplivu svinčevega (V) nitrata (Pb(NO3)2). Ugotovljeno je bilo, da se mušici podaljša čas poteka preobrazbe, ter da se zmanjša število potomcev. Ugotovili so tudi, da je ravno svinčev nitrat kriv za pojav nepravilnosti na krilih in trupu.